# Indochine, sur les traces d’une mère
Indochine, sur les traces d’une mère es una película del año 2010.

## Sinopsis
Entre 1946 y 1954 más de 60.000 soldados africanos fueron enviados a Extremo Oriente para luchar contra el Viet Minh. Hubo uniones entre mujeres vietnamitas y soldados africanos de las que nacieron niños. Algunos se quedaron con sus madres, pero otros fueron llevados a África. A partir de la historia de Christophe, un afroasiático de 58 años, Idrissou Mora-Kpai no solo cuenta la trayectoria de estos niños mestizos, sino la lucha contra natura en la que se oponían los africanos colonizados a los vietnamitas que luchaban por su independencia.

## Premios
- Fespaco 2011